# Đường Thương Đế
Đường Thương Đế (chữ Hán: 唐殤帝; ? – 5 tháng 9, 714), còn gọi là Đường Thiếu Đế (唐少帝), tên thật là Lý Trọng Mậu (李重茂), là một vị Hoàng đế của nhà Đường trong lịch sử Trung Quốc, trị vì trong một thời gian ngắn trong năm 710.
Vào năm 710, Vi Hoàng hậu và con gái của bà là An Lạc Công chúa Lý Khỏa Nhi là những người có quyền hành cực lớn, nhưng Lý Khỏa Nhi vẫn không thể thuyết phục Trung Tông phong cho mình làm Hoàng thái nữ, tức Công chúa kế vị. Trong khi đó, Vi Hoàng hậu lại muốn mình trở thành Nữ hoàng giống như người mẹ chồng là Võ Tắc Thiên và các sử gia Trung Hoa cho rằng bà cùng Lý Khỏa Nhi đã đầu độc Trung Tông vào tháng 7 năm 710. Vi hậu sắp xếp để Lý Trọng Mậu, khi đó là Ôn vương, kế vị Trung Tông làm Hoàng đế, hy vọng có thể kiểm soát được vị Hoàng đế còn quá trẻ tuổi này trong vai trò của một Thái hậu nhiếp chính.
Phần lớn các sử gia trước đây không coi Lý Trọng Mậu là Hoàng đế nhà Đường và không liệt kê ông trong danh sách, mặc dù các sử gia hiện đại thì lại vẫn coi ông là Hoàng đế.

## Thân thế
Không rõ năm sinh chính xác của Lý Trọng Mậu, ông được cho là sinh vào năm 695 hoặc 698, đều trong thời gian khi cha của ông là Đường Trung Tông Lý Hiển đã bị buộc phải thoái vị năm 684, bị đi đày với tước hiệu Lư Lăng vương. Sau đó, Trung Tông Lý Hiển được Võ Tắc Thiên cho về kinh đô Lạc Dương để tái lập làm Thái tử. Mẹ ông là một phi tần của Lý Hiển, nhưng không rõ tên tuổi và nguồn gốc do sử sách không ghi lại.
Năm 700, Võ Tắc Thiên phong Lý Trọng Mậu làm Bắc Hải Quận vương (北海郡王). Năm 705, Võ Tắc Thiên buộc phải thoái vị sau một vụ đảo chính cung đình và Lý Hiển được đưa lên làm Hoàng đế. Ông phong cho Lý Trọng Mậu làm Ôn vương (温王).
Lý Trọng Mậu cũng được giao cho nhiệm vụ chỉ huy cấm quân cũng như làm Thứ sử Tinh Châu (并州, ngày nay là Thái Nguyên, Sơn Tây), nhưng thực tế không tới Tinh Châu mà vẫn ở trong cung. Trong thời gian đó, ông cưới Lục thị làm vợ với tước phong là Ôn vương phi.

## Trị vì ngắn ngủi
Năm 710, Trung Tông băng hà đột ngột, một cái chết mà các sử gia Trung Hoa cho là do Vi hậu cùng An Lạc Công chúa Lý Khỏa Nhi chủ mưu gây ra, nhằm để Vi hậu có thể trở thành Nữ hoàng giống như Võ Tắc Thiên, còn Lý Khỏa Nhi có thể trở thành Hoàng thái nữ kế vị. Trong khi đó, mặc dù Vi hậu đưa Trọng Mậu lên làm Hoàng đế, nhưng bà này vẫn nắm quyền hành trong tay trong vai trò của Thái hậu nhiếp chính.
Chưa tới một tháng sau, tin tưởng rằng Vi Thái hậu có thể chống lại mình, con trai của Đường Duệ Tông Lý Đán là Lâm Tri vương Lý Long Cơ cùng Thái Bình Công chúa đã nổi loạn, giết chết Vi hậu và Lý Khỏa Nhi. Cha của Lý Long Cơ là Lý Đán đã trở thành nhiếp chính cho vị Hoàng đế trẻ nhằm chuẩn bị cho bước tiếp theo là sự thoái vị của Trọng Mậu và sự lên ngôi trở lại của Lý Đán.
Khi các hoạn quan và các phi tần đến gặp vị Hoàng đế trẻ để yêu cầu Lưu U Cầu (劉幽求) soạn thảo một chỉ dụ cho phép Trọng Mậu phong cho mẹ đẻ của mình làm Thái hậu, nhưng Lưu U Cầu đã từ chối và gợi ý rằng Hoàng đế nên là Lý Đán, và trong khi Lý Long Cơ công khai nói với Lưu U Cầu là không nên nói thêm gì nữa thì anh trai của Lý Long Cơ là Tống vương Lý Thành Khí cùng Thái Bình Công chúa đã thuyết phục Lý Đán nên kế vị. Vài ngày sau, Lý Đán đồng ý và lên ngôi, thay thế cho Trọng Mậu.
Sau đó, Đường Duệ Tông giáng ông xuống làm Ôn vương như cũ.

## Sau trị vì
Sau khi Trọng Mậu bị đuổi ra khỏi ngai vàng, ban đầu ông vẫn ở trong cung để ngăn không cho ai lợi dụng mình làm đảo chính. Năm 711, ông được phong làm Tương vương (襄王) và đảm nhận chức Thứ sử Tập Châu (集州, ngày nay là Ba Trung, Tứ Xuyên), 500 cấm quân được giao nhiệm vụ kèm ông để bảo vệ, thực chất là để giám sát.
Năm 714, khi Lý Long Cơ đã lên ngôi (tức Đường Huyền Tông), Lý Trọng Mậu chết. Lý Long Cơ đã phục hồi địa vị Hoàng đế và truy tặng thụy hiệu cho ông là Thương Hoàng đế (殤皇帝), để tang 3 ngày, nhưng không phải là 3 năm như đối với các Hoàng đế khác. Ông dường như là không có con, do trong khi anh trai của ông là Tiết Mẫn Thái tử Lý Trọng Tuấn chết năm 707 đã được liệt kê con cái thì ông lại không.